# Peltodoris atromaculata
La vaquita suiza (Peltodoris atromaculata) es una especie de molusco gasterópodo de la familia Discodorididae. Se encuentra en el mar Mediterráneo y el océano Atlántico.

## Descripción
Es un molusco sin concha, fácilmente reconocible por su característica coloración de manchas de tono oscuro sobre un fondo blanco. Tiene el cuerpo ovalado y redondeado, y presenta entre 6 y 9 branquias. Alrededor del ano posee varias expansiones ramosas que utiliza como branquias secundarias.

## Alimentación
Se alimenta casi exclusivamente de dos especies de esponjas del género Petrosia y de Haliclona fulva. No se ha observado otra especie que no sea Peltodoris atromaculata alimentándose de ninguna de estas esponjas.